# نجلاء الجريوي
نجلاء الجريوي (ولدت في 26 أكتوبر 1988) هي راكبة دراجات كويتية محترفة.
شاركت في سباق الطريق في بطولة العالم للسيدات عام 2016، لكنها سقطت بعد اصطدامها بسياج وانتهى السباق باحتلالها المركز الثامن والثلاثين، وشاركت في سباق الطرق النسائية أيضا ولكنها لم تنه السباق.
إن نجلاء هي الشقيقة الصغرى لراكبة الدراجات الهوائية ندى الجريوي، والتي تنافست أيضا في بطولة العالم لسباق الدراجات على الطريق عام 2016.

## وصلات خارجية
- نجلاء الجريوي على موقع إحصائيات الدراجات الإحترافية (الإنجليزية)

- نجلاء الجريوي على ProCyclingStats